# 아사나씨

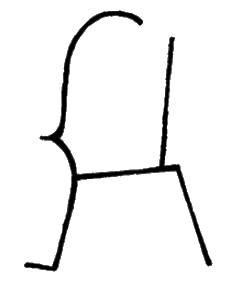
시베리아 산 염소를 나타낸 아쉬나 씨족의 탐가.

아사나씨(阿史那氏) 또는 아쉬나(Ashina)는 돌궐의 군주(카간)을 배출한 주요 씨족 집단이었다.
서기 6세기 중반 씨족장 부민 카간이 유연에 맞서 반란을 일으켜 권력을 잡았고, 돌궐 제국을 세우고 "이리가한"을 자칭하였다. 이후 크게 부민에게서 내려온 가문과 그의 동생 실점밀(또는 이쉬테미 카간)에서 내려온 가문이 돌궐 연맹을 양분하여 각각 동부와 서부를 다스렸다. 돌궐 제국은 내분으로 끝내 603년에 동돌궐과 서돌궐로 갈라졌다.

## 같이 보기
- 돌궐
- 유연 (나라)